# Johann Kletze
Johann Kletze (* im 14. Jahrhundert in Hamburg; † 16. Januar 1428 ebenda) war ein deutscher Kaufmann und Hamburger Ratsherr.

## Herkunft und Familie
Kletze war ein Sohn des Hamburger Stadtreiters Heyne Kletze. Er war verheiratet mit Geseke geb. Schreye, verw. Clingspor. Sie soll nach dem Tod ihres Ehemanns zusammen mit Simon von Utrecht, dem Grafen Adolf von Holstein und dem Bürgermeister Hein Hoyer das Sankt Elisabeth-Hospital gestiftet haben, welches im Jahr 1528 im Marien-Magdalenen-Kloster aufging.

## Leben und Wirken
Kletze nahm an den Kämpfen gegen die Vitalienbrüder im Mai des Jahres 1400 in Ostfriesland und im Jahr 1408 in Flandern teil. Im Jahr 1410 wurde er Mitglied der Sechsziger und im folgenden Jahr 1411 zum Ratsherrn gewählt. Als solcher reiste er als Gesandter im Jahr 1416 mit dem späteren Hamburger Bürgermeister Hein Hoyer nach Flandern, wurde im selben Jahr Zollherr und übernahm 1419 die Erhebung des Pfundzolls für die Finanzierung des Krieges der Schauenburger gegen Dänemark. Im Jahr 1420 beteiligte er sich an der Eroberung Bergedorfs und schloss den Vertrag zwischen Lübeck und Hamburg bezüglich des Amtes Bergedorfs im Jahr 1422 mit ab. Vor der offiziellen Einführung der Amtmänner in Bergedorf übernahm Kletze von 1422 bis 1426 die Verwaltung dieses Amtes.
Im Jahr 1427 beteiligte sich die Hanse auf der Seite der Schauenburger im Krieg gegen Dänemark. Kletze war als Anführer der Hamburgischen Truppen an der Belagerung der Stadt Flensburg beteiligt und soll am Abend vor Christi Himmelfahrt des Jahres 1427 die Ausschenkung von Bier an die Söldner angeordnet haben. Die Söldner verursachten einen Brand in der Stadt Flensburg und lösten dadurch Alarm aus. Graf Heinrich von Holstein ordnete daraufhin den Angriff an und fiel bei dem gescheiterten Versuch der Erstürmung Flensburgs. In der Folge zogen die Hamburger und Lübecker Truppen sich gegen den Willen der Schauenburger von der Belagerung zurück. Kletze wurde in Hamburg als vermeintlicher Verursacher des gescheiterten Angriffs vor Gericht gestellt und zum Tode verurteilt. Am 16. Januar 1428 wurde er auf dem Berg in Hamburg durch das Schwert hingerichtet.